# Carl-Göran Heidegren
Carl-Göran Heidegren, född 1954, är professor i sociologi vid Lunds universitet. Han har dessutom doktorerat i idéhistoria.

## Verk
Heidegren har bland annat skrivit böcker om Hegel, svensk filosofihistoria och sociologiska perspektiv på tid, liksom om bröderna Ernst Jünger och Friedrich Georg Jünger och andra personligheter i Weimarrepubliken.
Heidegren har också studerat vilka personer som utvecklar öppen källkod och delar filer på internet, och vilka värderingar de har.

## Pris och utmärkelser
Heidegren tilldelades 2012 Birger Schöldströms pris av Svenska Akademien.